# دلئین
دلئین (به صربی: Dljin) یک روستا در صربستان است که در لوچانی واقع شده‌است.
 دلئین ۱۴٫۸۶ کیلومتر مربع مساحت و ۹۳۵ نفر جمعیت دارد.